# Kyenjojo
Kyenjojo – miasto w Ugandzie, stolica dystryktu Kyenjojo.